# 特洛伊·达尔比
特洛伊·达尔比（英語：Troy Dalbey，1968年9月19日—），美国男子游泳运动员。他曾代表美国参加1988年夏季奥林匹克运动会游泳比赛，获得男子4×100米自由泳接力和男子4×200米自由泳接力金牌。